# كل ما يريده الرجال (فلم)
كل ما يريده الرجال  هو فيلم كوميدي تلفزي مغربي من إخراج نور الدين الدوكنة سنة 2012، وبطولة كل من بنعيسى الجيراري، عزيز الحطاب، محمد خيي، عبد الصمد مفتاح الخير، وسيلة صبحي، جليلة التلمسي، وآخرون.

## القصة
يجد «كريم» صعوبة في التواصل مع النساء، مما يدفعه إلى استشارة طبيب نفسي يخبره أنه يعاني من فوبيا النساء.
«أمين» يعمل مقاولا، حلمه الزواج من عارضة أزياء. أما «طارق»، ممثل ناجح، يقيم العديد من العلاقات العابرة آملا أن يجد يوما «بنت الناس» للاستقرار معها.